# 梅莱勒维达姆
梅莱勒维达姆（法語：Meslay-le-Vidame，法語發音：[mɛlɛ lə vidam]）是法国厄尔-卢瓦省的一个市镇，属于沙托丹区。

## 地理
梅莱勒维达姆（48°16'48"N, 1°27'37"E）面积14.67 平方千米，位于法国中央-卢瓦尔河谷大区厄尔-卢瓦省，该省份为法国北部内陆省份，北起顺时针与厄尔省、伊夫林省、埃松省、卢瓦雷省、卢瓦-谢尔省、萨尔特省和奧恩省接壤。
与梅莱勒维达姆接壤的市镇（或旧市镇、城区）包括：博斯地区维特赖、弗雷奈勒孔特。

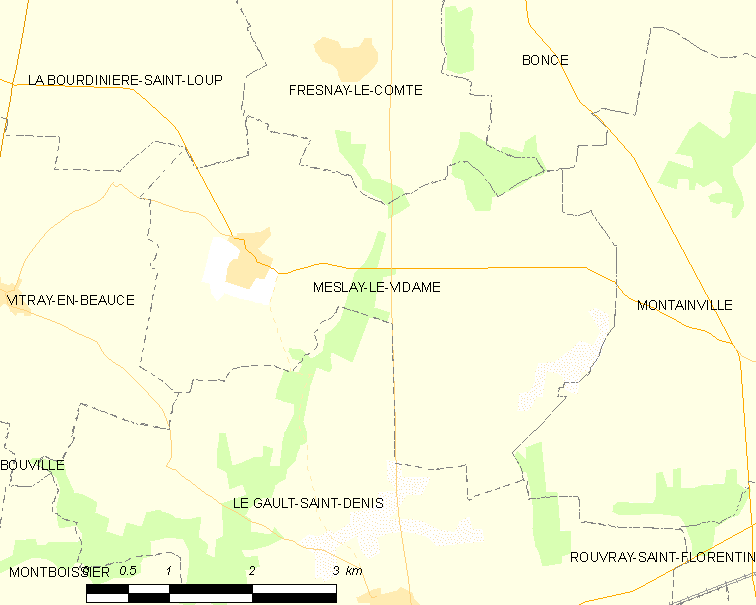
梅莱勒维达姆的OSM定位图

梅莱勒维达姆的时区为UTC+01:00、UTC+02:00（夏令时）。

## 行政
梅莱勒维达姆的邮政编码为28360，INSEE市镇编码为28246。

## 政治
梅莱勒维达姆所属的省级选区为莱维拉日沃韦安县。

## 人口

1962-2008年间梅莱勒维达姆人口变化图示

梅莱勒维达姆于2022年1月1日时的人口数量为516人。